# Błonie (Basses-Carpates)
Pour les articles homonymes, voir Błonie.
Błonie est une localité polonaise de la gmina de Przecław, située dans le powiat de Mielec en voïvodie des Basses-Carpates.